# Колпинец (деревня)
Колпинец — деревня в Удомельском городском округе Тверской области.

## География
Деревня находится в северной части Тверской области на расстоянии приблизительно 12 км на запад-юго-запад по прямой от железнодорожного вокзала города Удомля на западном берегу озера Сестрино.

## История
Известна с 1545 года. В 1859 году принадлежала помещицам Доможировой и Медведевой. Дворов (хозяйств) в ней было 6 (1859 год), 12 (1886), 9 (1911), 17 (1958), 10 (1986), 7 (2000). В советское время работали колхозы «Ударник», им. Молотова и «Рассвет». До 2015 года входила в состав Удомельского сельского поселения до упразднения последнего. С 2015 года в составе Удомельского городского округа.

## Население
Численность населения: 45 человек (1859 год), 70(1886), 68 (1911), 40 (1958), 21 (1986), 9 (русские 100 %) в 2002 году, 5 в 2010.